# تكامل أسي

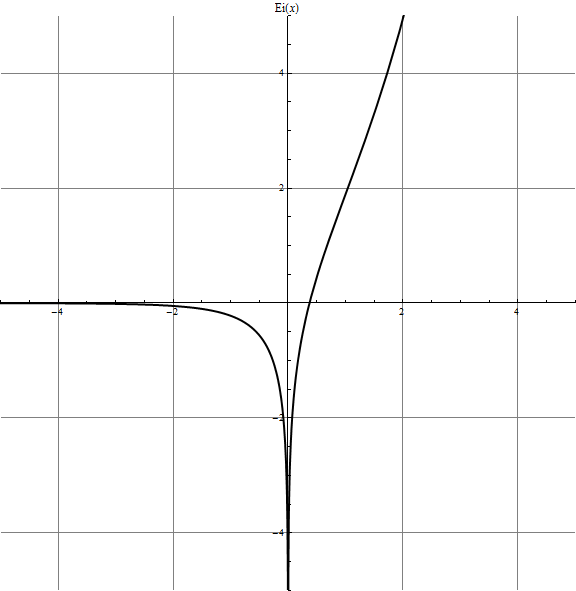
تمثيل بياني لدالة التكامل الأسي

في الرياضيات، التكامل الأسي (بالإنجليزية: Exponential integral)‏ يشار لها بـ {\displaystyle \operatorname {Ei} }، هي دالة خاصة في المستوى العقدي. هي معرفة كتكامل محدد للنسبة بين الدالة الأسية و عمدتها.

## تعاريف
لكل عدد حقيقي غير منعدم {\displaystyle x}، التكامل الأسي {\displaystyle \operatorname {Ei} } معرف كالتالي:
{\displaystyle \displaystyle \operatorname {Ei} (x)=-\int _{-x}^{\infty }{\dfrac {e^{-t}}{t}}\mathrm {d} t.}
بالنسبة للأعداد العقدية هي معرفة كـ:
{\displaystyle \mathrm {E} _{1}(z)=\int _{z}^{\infty }{\frac {e^{-t}}{t}}\,dt,\qquad |{\rm {Arg}}(z)|<\pi }